# Саньмэнься
Саньмэнься́ (кит. упр. 三门峡, пиньинь Sānménxiá) — городской округ в провинции Хэнань КНР. Название означает «ущелье с тремя вратами».

## История
Легенда гласит, что когда Великий Юй усмирил потоп, то в среднем течении Хуанхэ было сделано ущелье с тремя узостями, называемыми «тремя вратами».
При империи Северная Вэй была создана область Шаньчжоу (陕州), просуществовавшая вплоть до Синьхайской революции.
В 1949 году был образован Специальный район Шаньчжоу (陕州专区), состоящий из семи уездов. В 1952 году Специальный район Шаньчжоу был присоединён к Специальному району Лоян (洛阳专区).
В 1957 году началось строительство плотины Саньмыньсяшуйку, и постановлением Госсовета КНР в марте 1957 года был создан город Саньмэнься, подчинённый напрямую правительству провинции Хэнань. Из-за разрыва советско-китайских связей и проблем, начавшихся в экономике страны, Саньмэнься был понижен в статусе, и стал городским уездом, подчинённым Специальному району Лоян. В 1969 году Специальный район Лоян был переименован в Округ Лоян (洛阳地区).
В 1986 году был расформирован округ Лоян, а вместо него образованы городские округа Лоян, Саньмэнься и Пиндиншань; в состав городского округа Саньмэнься вошли уезды Мяньчи, Шаньсянь, Линбао и Луши, бывший городской уезд Саньмэнься стал районом Хубинь городского округа Саньмэнься, а городской уезд Има стал городским уездом, подчинённым правительству провинции Хэнань, которое делегировало управление им властям городского округа Саньмэнься.
В 1993 году уезд Линбао был преобразован в городской уезд.
В 2015 году уезд Шаньсянь был преобразован в район Шаньчжоу.

## Административно-территориальное деление
Городской округ Саньмэнься делится на 2 района, 2 городских уезда, 2 уезда:
| Карта | #              | Статус   | Название | Иероглифы    | Пиньинь | Площадь (км²) | Население (2011) |
| ----- | -------------- | -------- | -------- | ------------ | ------- | ------------- | ---------------- |
|       |                |          |          |              |         |               |                  |
| 1     | Район          | Хубинь   | 湖滨区   | Húbīn qū     | 164     | 290 000       |                  |
| 2     | Район          | Шаньчжоу | 陕州区   | Shǎnzhōu qū  | 1763    | 350 000       |                  |
| 3     | Городской уезд | Има      | 义马市   | Yìmǎ shì     | 112     | 170 000       |                  |
| 4     | Городской уезд | Линбао   | 灵宝市   | Língbǎo shì  | 3011    | 760 000       |                  |
| 5     | Уезд           | Мяньчи   | 渑池县   | Miǎnchí xiàn | 1421    | 370 000       |                  |
| 6     | Уезд           | Луши     | 卢氏县   | Lúshì xiàn   | 4004    | 380 000       |                  |